# Fucellia hypopygialis
Fucellia hypopygialis är en tvåvingeart som beskrevs av Ringdahl 1930. Fucellia hypopygialis ingår i släktet Fucellia och familjen blomsterflugor. Inga underarter finns listade i Catalogue of Life.